# Nikołaj Pilugin
Nikołaj Aleksiejewicz Pilugin (ros. Николай Алексеевич Пилюгин, ur. 5 maja?/18 maja 1908 w miejscowości Krasnoje Sieło, zm. 2 sierpnia 1982 w Moskwie) – radziecki konstruktor czołgów, dwukrotny Bohater Pracy Socjalistycznej (1956 i 1961).

## Życiorys
Od 1921 mieszkał z ojcem w Moskwie, w 1935 skończył Moskiewską Wyższą Szkołę Techniczną im. Baumana, w latach 1934–1941 pracował w Centralnym Instytucie Aerohydrodynamicznym im. Żukowskiego, potem w Instytucie Lotniczo-Doświadczalnym. Od 1940 należał do WKP(b), w 1943 ukończył aspiranturę Moskiewskiego Instytutu Lotniczego, od 1944 pracował w wydziale Instytutu Naukowo-Badawczego-1 ds. techniki rakietowej, w latach 1944–1946 był głównym inżynierem instytutu „Rabe”, a od 1946 głównym konstruktorem systemów atomowych i członkiem Rady Głównych Konstruktorów, kierował opracowaniem systemu automatycznego pocisku balistycznego R-1. Był głównym konstruktorem Instytutu Naukowo-Badawczego-885 Ministerstwa Przemysłu Radiotechnicznego ZSRR, kierował pracami nad skonstruowaniem systemu atomowego pierwszych radzieckich rakiet dalekiego zasięgu – R-2, R-5 i R-7, w 1963 został głównym konstruktorem Instytutu Naukowo-Badawczego-944, w 1967 członkiem Prezydium Akademii Nauk ZSRR, a w 1969 kierownikiem katedry Moskiewskiego Instytutu Radiotechniki, Elektroniki i Automatyki. W 1958 został członkiem korespondentem, w 1966 akademikiem Akademii Nauk ZSRR, a w 1970 profesorem, w latach 1967–1982 był członkiem Prezydium Akademii Nauk ZSRR. Był deputowanym do Rady Najwyższej ZSRR od 7. do 10. kadencji. Został pochowany na cmentarzu Nowodziewiczym. W Bajkonurze, Krasnym Siele i Petersburgu ustawiono jego popiersia, a w Moskwie pomnik.

## Odznaczenia i nagrody
- Medal Sierp i Młot Bohatera Pracy Socjalistycznej (dwukrotnie - 20 kwietnia 1956 i 17 czerwca 1961)
- Order Lenina (pięciokrotnie – 20 kwietnia 1956, 17 maja 1958, 17 maja 1968, 17 września 1975 i 17 maja 1978)
- Order Rewolucji Październikowej (26 kwietnia 1971)
- Nagroda Leninowska (1957)
- Nagroda Państwowa ZSRR (1967)
- Medal „Za Odwagę” (29 kwietnia 1944)

I medale.